# Karvionjärvi
Karvionjärvi är en sjö i kommunen Nyslott i landskapet Södra Savolax i Finland. Sjön ligger 80,7 meter över havet. Arean är 88 hektar och strandlinjen är 5,48 kilometer lång. Sjön  ingår i Vuoksens huvudavrinningsområde.   Den ligger omkring 120 kilometer öster om S:t Michel och omkring 320 kilometer nordöst om Helsingfors. 
Nordöst om Karvionjärvi ligger Pistolanjärvi. 